# Guerre du Pool
La guerre du Pool est un conflit intérieur qui opposa la république du Congo à la milice Ninja du département du Pool de 1998 à 2005 et qui connut une résurgence du 4 avril 2016 au 23 décembre 2017. 

## Chronologie

### Gel du conflit

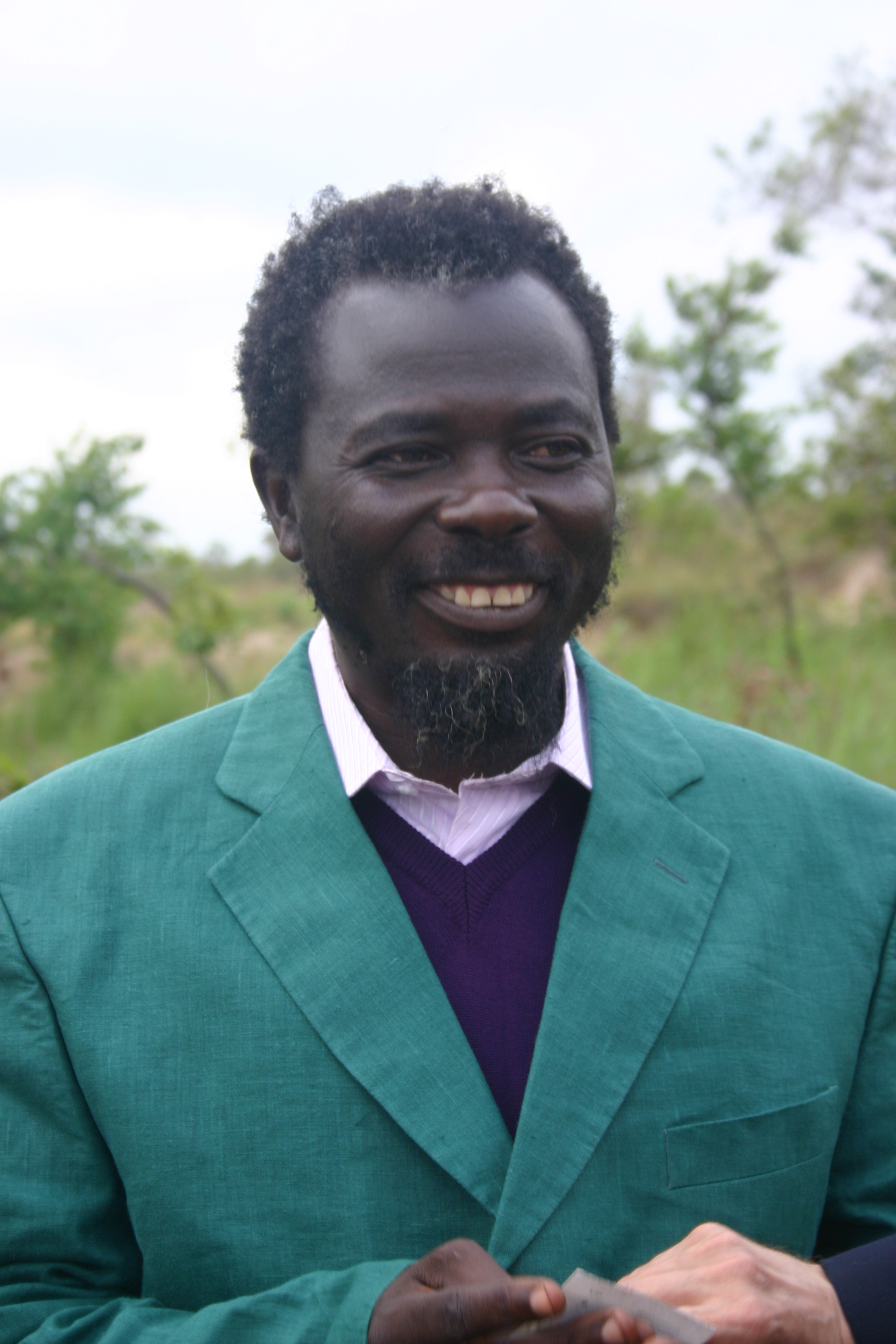
Le Pasteur Ntumi en juin 2007.

En avril 2007, le Pasteur Ntumi signe un accord avec le gouvernement : il devient vice-ministre, en échange de quoi les 5 000 combattants de sa milice seront désarmés.

### La reprise du conflit (2016-2017)

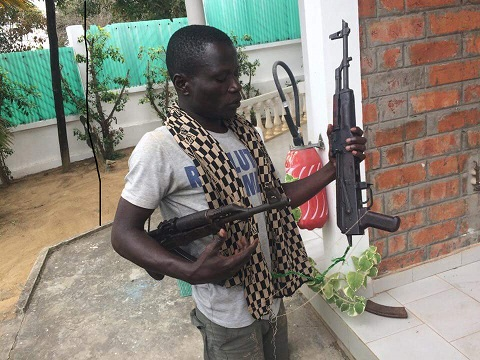
Un colonel Ninja rend ses armes en 2018.

Les tensions ont augmenté entre Pasteur Ntumi et le président congolais Denis Sassou-Nguesso après que le premier ait contesté la révision de la Constitution puis dénoncé une élection truquée.
Le 4 avril 2016, le gouvernement congolais accuse la milice Ninja d'avoir attaqué les forces de sécurité. La milice nie les accusations, les qualifiant de prétexte pour la répression politique. La violence se poursuit avec des bombardements des forces armées congolaises et des attaques de la milice Ninja contre le chemin de fer Congo-Océan,.
Le 18 avril 2017, 18 soldats congolais sont tués par des miliciens Ninja.
Le 23 décembre 2017, le gouvernement congolais et la milice Ninja signent un accord de cessez-le-feu. Conformément aux termes de l'accord, les ninjas doivent rendre leurs armes et cesser leur interférence dans les échanges commerciaux entre les villes de Brazzaville et de Pointe-Noire.
Au total, ce nouvel épisode du conflit a causé la mort de 115 personnes, et le déplacement forcé de 13 000 personnes.